# Apsolutna monarhija
Apsolutna monarhija ili Apsolutistička monarhija oblik je vlasti koji se u Europi javio u Francuskoj u 17. stoljeću za vrijeme Luja XIV. (Država to sam ja).
Vladar ima apsolutnu vlast, a vlada uz pomoć birokratskog aparata (moć pera) - činovnici i uz pomoć represivnog aparata (moć mača) - policija i vojska. Kao vodećeg teoretičara apsolutizma često se navodi Jeana Bodina (1530. – 1596.).
Slijedom analogije ovaj se naziv rabi i kod opisa državnog uređenja drevnih država u kojima je sva vlast bila koncentrirana u rukama vladara; standardni naziv za takve vladavine izvan Europe 17. i 18. stoljeća je, međutim, "despotizam".
Na idejnoj razini, ideje apsolutne monarhije su izražene u ideologiji prosvjetiteljstva.